# Ashley Lyn Cafagna
Ashley Lyn Cafagna (Iowa City, 15 februari 1983) is een Amerikaans actrice, model en country-gospelzangeres.
Cafagna werd bekend als model. Ze won de Little Miss California missverkiezing toen ze negen jaar oud was. Ze was op verschillende tijdschriften te zien en stond model voor Tommy Hilfiger. Na een tijd was ze ook in reclames te zien. Hier begon een carrière als actrice.
In 1995 had Cafagna een rol in de MGM-film Lord of Illusions. Twee jaar later, in 1997, kreeg ze een rol in Saved by the Bell: The New Class. Ze was hierin te zien totdat de serie werd stopgezet in 2000.
Cafagna had haar haar donker geverfd toen ze in 1998 een rol kreeg in The Bold and the Beautiful. Hier kwam een einde aan in 2001. Ze had over haar carrière heen ook gastrollen in bekende televisieseries, waaronder Hey Arnold!, 7th Heaven en The Wayans Bros..
Cafagna had ook een filmcarrière. Toch waren de films waarin Cafagna te zien was, redelijk onbekend. Alleen The Skulls II (2002) kende een Nederlandse release. Sinds die film is uitgebracht, heeft Cafagna geen andere projecten meer gekregen.
Sinds 2004 studeert ze en leert ze de Japanse taal en cultuur.